# جانی فرانچولینی
جانی فرانچولینی (ایتالیایی: Gianni Franciolini؛ ۱ ژوئن ۱۹۱۰ – ۱ ژانویهٔ ۱۹۶۰) یک کارگردان، و فیلم‌نامه‌نویس اهل ایتالیا بود.
وی در سال ۱۹۵۶ برنده جایزه دیوید دی دوناتلو بهترین کارگردان شده است.
- در پارک اتفاق افتاد (1953)